# I-48
I-48 – підводний човен Імперського флоту Японії, який брав участь у Другій світовій війні.

## Початок історії корабля
Корабель спорудили на верфі ВМФ у Сасебо (західне узбережжя Кюсю). Човни типу C (він же клас I-16), до яких належав I-48, мали великі розміри (їх надводна водотоннажність перевищувала підводний показник океанських субмарин США) та за проєктом могли нести мінісубмарину для диверсійних операцій. Втім, на момент входження І-48 до складу флоту застосування цих мінісубмарин стало неактуальним.
Ще на етапі первісних тренувань I-48 перетворили на носія чотирьох керованих торпед «кайтен».

## Похід до Уліті
9 січня 1945-го I-48 вирушив із Внутрішнього Японського моря для атаки на стоянку ворожих кораблів на заході Каролінських островів на атолі Уліті (можливо відзначити, що в листопаді та на початку січня на неї вже двічі здійснювали напади з використанням «кайтенів»).
Надвечір 21 січня 1945-го американський патрульний літак виявив субмарину в надводному положенні лише за декілька десятків кілометрів на захід від Уліті. Оскільки човен почав екстрено занурюватись, з літака скинули дві глибинні бомби, а потім протичовнову торпеду. Крім того, для полювання на ворожу субмарину була сформована група із трьох надводних кораблів. Оскільки пошуки протягом 22 січня не дали результатів, командир протичовнового загону вирішив перенести зусилля у напрямку острова Яп (півтори сотні кілометрів на південний захід від Уліті), куди міг прямувати пошкоджений підводний човен (до завершення війни на Яп перебуватиме японський гарнізон).
У перші години 23 січня 1945-го ескортний есмінець «Корбезьє» встановив радарний контакт із ціллю, що перебувала за три десятки кілометрів на північний схід від Япу. Оскільки при зближенні ціль занурилась, американський корабель розпочав протичовнові дії та в наступні шість годин скинув сім серій глибинних бомб. Після цього скинув серію бомб ескортний есмінець «Конклін», що призвело до кількох підводних вибухів, останній з яких навіть тимчасово вивів з ладу машини та кермове управління «Конклін». Далі на поверхні з’явились численні уламки, нафта та рештки тіл. 
I-48 загинув разом з усіма 122 особами, що перебували на борту.